# Seyfi Tatar
Seyfi Ebuset Tatar (ur. 26 maja 1948 w Sivas, zm. 23 listopada 2015 w Antalyi) – turecki bokser, dwukrotny wicemistrz Europy.
Startował w wadze piórkowej (do 57 kg) i lekkiej (do 60 kg). Na mistrzostwach Europy w 1967 w Rzymie został srebrnym medalistą w wadze piórkowej, po porażce w finale z Ryszardem Petkiem. Na igrzyskach olimpijskich w 1968 w Meksyku odpadł w ćwierćfinale tej kategorii po porażce z Iwanem Michajłowem z Bułgarii. Na mistrzostwach Europy w 1969 w Bukareszcie ponownie został wicemistrzem w wadze piórkowej (pokonał go László Orbán z Węgier). Na mistrzostwach Europy w 1971 w Madrycie przegrał w ćwierćfinale wagi lekkiej z późniejszym mistrzem Janem Szczepańskim. Startował na igrzyskach olimpijskich w 1972 w Monachium w wadze piórkowej, ale odpadł po porażce w drugiej walce. Na mistrzostwach Europy w 1973 w Belgradzie przegrał pierwszą walkę w wadze lekkiej.
Odnosił sukcesy również w innych imprezach międzynarodowych. Był srebrnym medalistą igrzysk śródziemnomorskich w 1967 w Tunisie w wadze piórkowej oraz igrzysk śródziemnomorskich w 1971 w Izmirze w wadze lekkiej. Pięciokrotnie triumfował w igrzyskach bałkańskich: w 1967 i 1969 w wadze piórkowej, a w 1970, 1971 i 1973 w wadze lekkiej.